# Desmia mordor
Desmia mordor is een vlinder uit de familie van de grasmotten (Crambidae), uit de onderfamilie van de Spilomelinae. De wetenschappelijke naam van deze soort is voor het eerst voorgesteld door Bernard Landry en Maria Alma Solis in een publicatie uit 2016.
De soort komt voor op de Galápagoseilanden.